# Sipplingen
Sipplingen é um município da Alemanha, no distrito do Lago de Constança, na região administrativa de Tubinga, estado de Baden-Württemberg.